# Lycaon pictus sharicus
A Lycaon pictus sharicus az emlősök (Mammalia) osztályának ragadozók (Carnivora) rendjébe, ezen belül a kutyafélék (Canidae) családjába tartozó afrikai vadkutya (Lycaon pictus) egyik alfaja.

## Neve
Az alfajt 1907-ben, Oldfield Thomas és Robert Charles Wroughton brit biológusok írták le, illetve nevezték meg. A harmadik alfaj nevet, a sharicus-t a Csád-tó keleti felébe ömlő Shari folyóról kapta; bár egyesek helytelenül azt hiszik, hogy a Szahara sivatagról lett elnevezve, és tévesen saharicus-ként írják.

## Előfordulása
A Lycaon pictus sharicus egykori előfordulási területe Afrika északi fele, délfelé egészen a Kongói Demokratikus Köztársaság északi részéig, ahonnan feltételezett, hogy ma már kihalt. Az egykori elterjedési területe magába foglalta Csádot, a Közép-afrikai Köztársaságot, Nigert, Algéria déli részét, Líbiát és Kelet-Szudánt. Ma már csak a Közép-afrikai Köztársaságbeli Manovo-Gounda St. Floris Nemzeti Parkban található meg; emiatt a Természetvédelmi Világszövetség (IUCN) súlyosan veszélyeztetettnek nyilvánította.

## Fordítás
- Ez a szócikk részben vagy egészben  a   Chadian wild dog című angol Wikipédia-szócikk ezen változatának fordításán alapul.  Az eredeti cikk szerkesztőit annak laptörténete sorolja fel. Ez a jelzés csupán a megfogalmazás eredetét és a szerzői jogokat jelzi, nem szolgál a cikkben szereplő információk forrásmegjelöléseként.